# Genoverband
Der Genoverband e. V., vormals Genossenschaftsverband – Verband der Regionen e. V., ist ein deutscher Prüfungs- und Beratungsverband, Bildungsträger und Interessenvertreter mit Sitz in Frankfurt am Main. Der Verband hat 2.590 Mitgliedsgenossenschaften in 14 Bundesländern (Stand 2024).

## Geschichte
Der Genossenschaftsverband hat seine Wurzeln in dem am 25. Mai 1862 gegründeten Verband der Erwerbs- und Wirtschaftsgenossenschaften am Mittelrhein e. V. zu Wiesbaden und im Verband der Kreditgenossenschaften von Rheinland, Westfalen, Lippe und Waldeck, dessen Gründung im gleichen Jahr erfolgte. Er ist der älteste Regionalverband der genossenschaftlichen Organisation.
Im Laufe der Jahre entstanden in Deutschland flächendeckend Regionalverbände, denen sich die Genossenschaften zunächst freiwillig anschlossen und der Prüfung unterzogen. Angesichts sich häufender Insolvenzen von Genossenschaften zu Beginn des 20. Jahrhunderts ist seitdem jede Genossenschaft von Gesetzes wegen verpflichtet, einem Prüfungsverband anzugehören.
Viele der Regionalverbände sind im Laufe der Zeit mit dem Genossenschaftsverband verschmolzen, um das Leistungsangebot für die Mitgliedsgenossenschaften zu stärken. Fusionen erfolgten 1992 mit dem Genossenschaftsverband Kurhessen-Thüringen e. V., Kassel, und 2008 mit dem Genossenschaftsverband Norddeutschland e. V., Hannover. Die Fusion mit dem Mitteldeutschen Genossenschaftsverband e. V., Chemnitz, wurde im März 2013 rückwirkend zum 1. Oktober 2012 beschlossen.
2017 erfolgte die Verschmelzung des Genossenschaftsverband e. V. mit dem Rheinisch-Westfälischen Genossenschaftsverband e. V. zum Genossenschaftsverband – Verband der Regionen e. V. Dieser Verschmelzung stimmten die Mitglieder beider Vorgängerverbände Ende April 2017 zu.
Auf dem Verbandstag am 20. Juni 2023 wurde eine Namensänderung in Genoverband e. V. beschlossen, welche zum Jahresbeginn 2024 wirksam wurde.

## Struktur
Als mitgliederbezogene Organisation mit demokratischer Struktur orientiert sich der Verband am genossenschaftlichen Förderzweck. Er versteht sich als interdisziplinäres Dienstleistungsunternehmen und bietet Lösungen für alle Fragen rund um die kooperative Unternehmensführung. Die Mitgliedsunternehmen des Genossenschaftsverbands sind in den Bereichen Kreditwirtschaft, Landwirtschaft, Handel, Gewerbe und Dienstleistungen tätig. Die einzelnen Genossenschaften bieten etwa 164.000 Arbeitsplätze. Eigentümer der Genossenschaften sind die 7,6 Millionen Mitglieder.
Der Verband betreut seine Mitgliedsgenossenschaften in den Bundesländern Berlin, Brandenburg, Bremen, Hamburg, Hessen, Mecklenburg-Vorpommern, Niedersachsen, Nordrhein-Westfalen, Rheinland-Pfalz, Saarland, Sachsen, Sachsen-Anhalt, Schleswig-Holstein und Thüringen. Zu diesem Zweck hat er neben dem Sitz in Frankfurt am Main Verwaltungssitze in Neu-Isenburg, Düsseldorf und Hannover sowie Geschäftsstellen in Baunatal, Berlin, Bremen, Hamburg, Leipzig, Münster, Rendsburg, Rösrath-Forsbach und Schwerin.
Zum Genossenschaftsverband gehören 317 Kreditgenossenschaften (mit einer Bilanzsumme von über 585 Mrd. Euro), mehr als 400 landwirtschaftliche Waren- /Dienstleistungsgenossenschaften, etwa 510 Agrargenossenschaften, etwa 650 gewerbliche Waren- und Dienstleistungsgenossenschaften, rund 680 Energie-, Immobilien- und Versorgungsgenossenschaften sowie rund 120 Schülergenossenschaften. Er beschäftigt mehr als 1.300 Mitarbeiter.

## Aufgaben
Über die gesetzlich vorgeschriebene Prüfung hinaus berät und betreut der Verband seine Mitglieder und Kunden in allen Fachgebieten und Themen, mit denen sich das Management eines Unternehmens auseinanderzusetzen hat. Bildungsleistungen und Qualifizierungsmaßnahmen gehören dabei ebenso dazu wie die individuelle Beratung in rechtlichen, steuerlichen, personellen und organisatorischen Fragen.

## Unternehmensgruppe
Der Verband unterhält eigene Gesellschaften und arbeitet mit Kooperationspartnern zusammen.
- Bildungseinrichtungen
  - GenoAkademie, Hannover/Neu-Isenburg
  - GenoKolleg, Münster
  - Genossenschaftsakademie Rendsburg
  - Geno Training GmbH, Neu-Isenburg
  - Rheinisch-Westfälische Genossenschaftsakademie, Rösrath-Forsbach
- Netzwerkpartner
  - AGRIZERT Zertifizierungs GmbH, Bonn
  - AWADO Gruppe[4]
    - AWADO GmbH Wirtschaftsprüfungsgesellschaft Steuerberatungsgesellschaft, Neu-Isenburg[5]
    - AWADO Bankenberatung GmbH
    - AWADO Kommunikationsberatung GmbH
    - AWADO Agrar- und Energieberatung GmbH
    - AWADO Rechtsanwaltsgesellschaft mbH
    - AWADO Services GmbH

  - Baden-Württembergischer Genossenschaftsverband e. V.
  - GenoPersonalConsult GmbH, Neu-Isenburg
  - HmcS Consulting GmbH, Hannover
    - HmcS Gesellschaft für Forderungsmanagement mbH
    - HmcS Immobilien GmbH
    - HmcS Investment GmbH
    - HmcS Real Estate GmbH
    - HmcS Treuhand GmbH

  - VR Inkasso GmbH, Hannover
  - vr-Karriere GmbH
- Kooperationspartner
  - AGRIZERT Zertifizierungs GmbH, Bonn
  - experdoo GmbH, Neu-Isenburg
  - Familiengenossenschaft, Münster
  - geno kom Werbeagentur GmbH
  - Genossenschaftsstiftung, Neu-Isenburg
  - GenoHotel Baunatal GmbH – Tochtergesellschaft des Genoverbandes e. V., Baunatal
  - GENO Hotel-Betriebsgesellschaft mbH – Tochtergesellschaft des Genoverbandes e. V., Rösrath-Forsbach
  - GenoAkademie GmbH & Co. KG
  - PENSIONSKASSE Deutscher Genossenschaften VVaG, Münster
  - Stiftung Niedersächsischer Volksbanken und Raiffeisenbanken, Hannover
  - VR Bildung GbR, Montabaur
  - VR-Gewinnspargemeinschaft e. V.
  - VR-Stiftung der Volksbanken und Raiffeisenbanken in Norddeutschland, Hannover

## Organe
Der Genossenschaftsverband wird vertreten durch den aus drei Mitgliedern bestehenden und vom Verbandsrat bestellten Vorstand.